# Подводные лодки типа «Вэлиант»

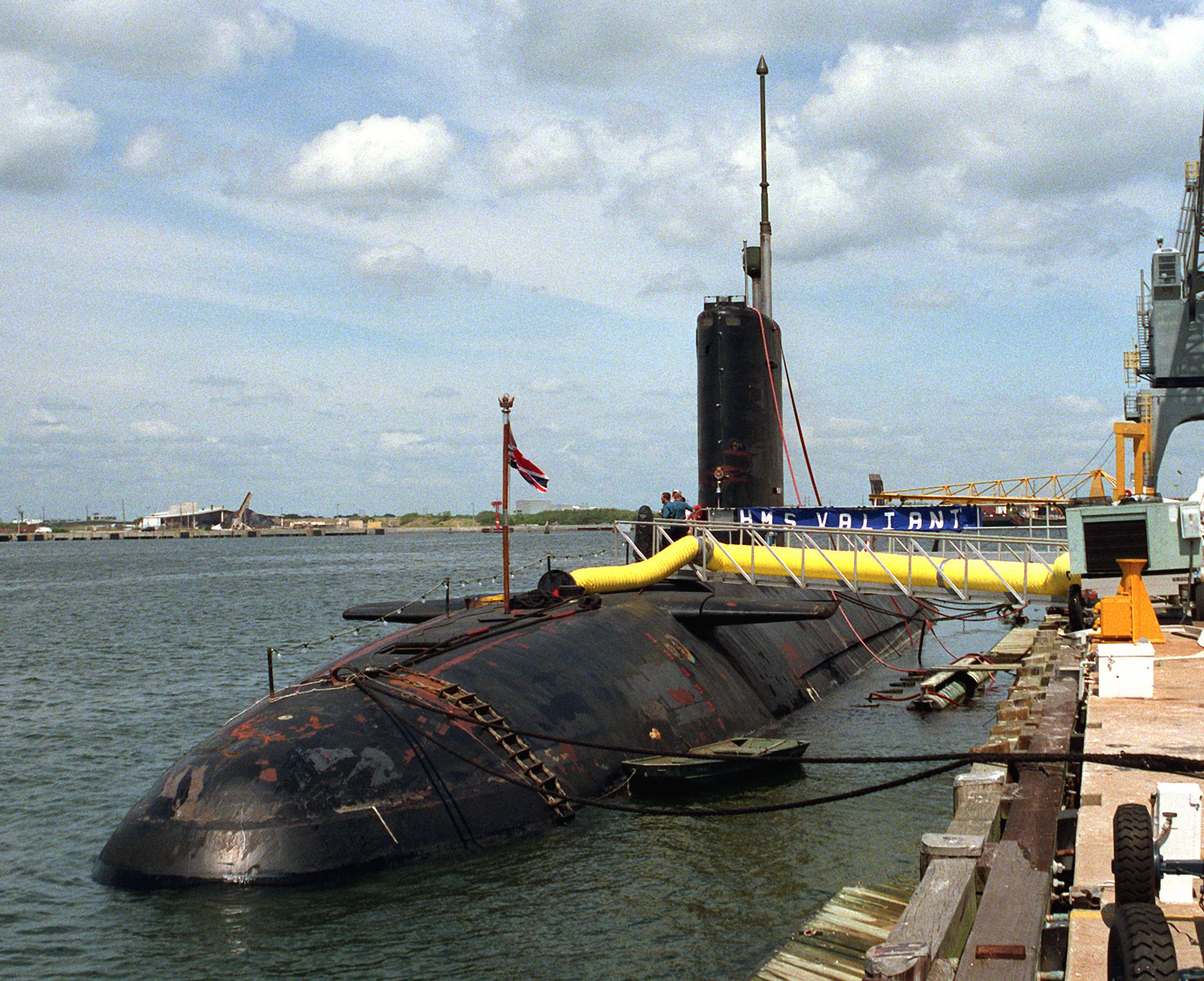
«Вэлиант»

Подводные лодки типа «Вэлиант» (англ. Valiant, рус. «Храбрый») — серия британских многоцелевых атомных подводных лодок. Лодки типа «Вэлиант» стали первыми британскими АПЛ, сделанными без участия США, тогда как предыдущая лодка HMS Dreadnought (S 101), являющаяся первой британской атомной подводной лодкой, оснащалась американским реактором S5W.

## История создания
Лодки типа «Вэлиант» основаны на проекте «Дредноут» и спроектированы в начале 1960-х годов. По сравнению с «Дредноутом» «Вэлианты» стали длиннее на 6 метров, полное водоизмещение возросло с 4 000 до 4 900 тонн. Снижение шумности лодок при движении на главной энергетической установке было достигнуто путём полировальной обработки поверхности корпуса. Кроме реактора новой модели, «Вэлианты» получили по одному дизель-электрическому генератору малого хода. В остальных деталях, которые не касались энергетической установки, «Вэлианты» были идентичны «Дредноуту». Всего с 1960 по 1967 были построены две подводные лодки проекта: «Вэлиант» и «Уорспайт».
По словам бывшего главы Royal Corps of Naval Constructors Р.Дж. Дэниела, когда адмирал США Хайман Дж. Риковер, широко известный как отец атомных подводных лодок, впервые ознакомился с предполагаемой для класса Вэлиант системой звукоизоляции, он не принял её всерьез, и в результате Королевский ВМФ получил превосходство в малошумности, достигнуть которой Военно-морские силы США смогли значительно позднее.

## История службы
Подводные лодки типа «Вэлиант» использовались в годы холодной войны как противолодочные атакующие субмарины и оставались на вооружении КВМФ Великобритании почти тридцать лет, до середины 1990-х годов.
«Вэлиант» в 1967 году совершил рекордный для британского флота переход, пройдя без всплытия более 19 000 километров (12 000 миль) из Сингапура в Великобританию за 28 дней. Обе лодки неоднократно проходили модернизацию, получив в результате одной из них на вооружение, в дополнение к торпедам, крылатые ракеты класса «Гарпун».
«Уорспайт» в октябре 1968 года в Баренцевом море столкнулся с советской подводной лодкой проекта 675 (тип Echo-II). 19 октября Таймс с целью прикрытия опубликовала статью, утверждающую, что британская подлодка столкнулась с айсбергом.
В 1982 году обе подлодки участвовали в Фолклендской войне.
Проект считался очень удачным и получил развитие в следующей серии подводных лодок типа «Черчилль». Также, на основе «Вэлиантов» были созданы первые британские стратегические подводные ракетоносцы типа «Резолюшн».

## Современное состояние
«Уорспайт» был списан в 1991 году, «Вэлиант» выведен из состава флота в 1994 году в связи с поломками в системе охлаждения реактора.

## Представители
| Название              | Заводской номер | Судоверфь         | Дата заказа     | Дата закладки  | Спуск на воду    | Ввод в строй   | Судьба                             |
| --------------------- | --------------- | ----------------- | --------------- | -------------- | ---------------- | -------------- | ---------------------------------- |
| HMS Valiant Вэлиант   | S 102           | Vickers-Armstrong | 31 августа 1960 | 22 января 1962 | 3 декабря 1963   | 18 июля 1966   | снята с вооружения 12 августа 1994 |
| HMS Warspite Уорспайт | S 103           | Vickers-Armstrong | 31 августа 1960 | 22 января 1962 | 25 сентября 1965 | 18 апреля 1967 | снята с вооружения в 1991          |